# Зрзе (Долнени)
Зрзе (мкд. Зрзе) су насеље у Северној Македонији, у средишњем делу државе. Зрзе припадају општини Долнени.
Изнад села налази се истоимени манастир Зрзе.

## Географија
Насеље Зрзе је смештено у средишњем делу Северне Македоније. Од најближег већег града, Прилепа, насеље је удаљено 30 km северозападно.
Рељеф: Зрзе се налазе у крајње северном делу Пелагоније, највеће висоравни Северне Македоније. Насељски атар је махом равничарски, без већих водотока. Западно од насеља издиже се планина Даутица, док се ка истоку издиже планина Бабуна. Надморска висина насеља је приближно 710 метара.
Клима у насељу је планинска због знатне надморске висине.

## Историја
Почетком 20. века, становништво Зрза је било наклоњено српској народној замисли, па се месно становништво у изјашњавало Србима.
У месту је између 1867-1876. године радила српска народна школа. Свој педагошки рад је наставила 1898. године. Ту је 1900. године 7. маја одржан први јавни годишњи испит школски. Школа се налазила у кући мутавелије (управитеља) Петра Костадиновића. Уписало се у школу 3. јануара 1900. године и пратило рад (мада врло нередовно) 30 ученика и две ученице. Мештани су намеравали код православне цркве посвећене празнику Преображенију, да изграде нову функционалну школску зграду. Године 1906. у селу је прослављана школска слава Савиндан. Служио је обред уз одговарање ђака игуман манастира Св. Спаса, Стојан Чадловић. Домаћин славе заслужан за уређење српске школе био је Цветко Петровић. Светосавску беседу је изговорио учитељ Димитријевић.

## Становништво
По попису становништва из 2002. године, Зрзе су имале 64 становника.
Цело становништво су етнички Македонци (100%).
Већинска вероисповест у насељу је православље.